# Saint-Laurent-les-Tours

Saint-Laurent-les-Tours este o comună în departamentul Lot din sudul Franței. În 2009 avea o populație de 918 de locuitori.

## Evoluția populației
| An        | 1975 | 1982 | 1990 | 1999 | 2006 | 2009 |
| --------- | ---- | ---- | ---- | ---- | ---- | ---- |
| Populație | 531  | 747  | 835  | 900  | 907  | 918  |